# Dryodora glandiformis
Dryodora glandiformis är en kammanetart som först beskrevs av Mertens 1833.  Dryodora glandiformis ingår i släktet Dryodora och familjen Dryodoridae. Inga underarter finns listade i Catalogue of Life.